# Сабха (муніципалітет)
27°02′ пн. ш. 14°26′ сх. д. / 27.033° пн. ш. 14.433° сх. д.
Сабха (араб سبها) — муніципалітет в Лівії. Адміністративний центр — місто Сабха. Площа — 17 066 км². Населення — 134 162 осіб (2006).

## Географічне розташування
Усередині країни Сабха межує з такими муніципалітетами:
- На півночі: Ваді-еш-Шаті.
- На півдні:  Марзук.
- На сході:  Ель-Джуфра.
- На заході: Ваді-ель-Хаят.